# Galipea laxiflora
Galipea laxiflora är en vinruteväxtart som beskrevs av Adolf Engler. Galipea laxiflora ingår i släktet Galipea och familjen vinruteväxter. Inga underarter finns listade i Catalogue of Life.